# Stephen Feinberg
Stephen A. Feinberg (auch Steve Feinberg; * 29. März 1960) ist ein US-amerikanischer Hedge-Fonds-Manager und Milliardär. Seit dem 17. März 2025 ist er Stellvertretender Verteidigungsminister der Vereinigten Staaten.

## Leben

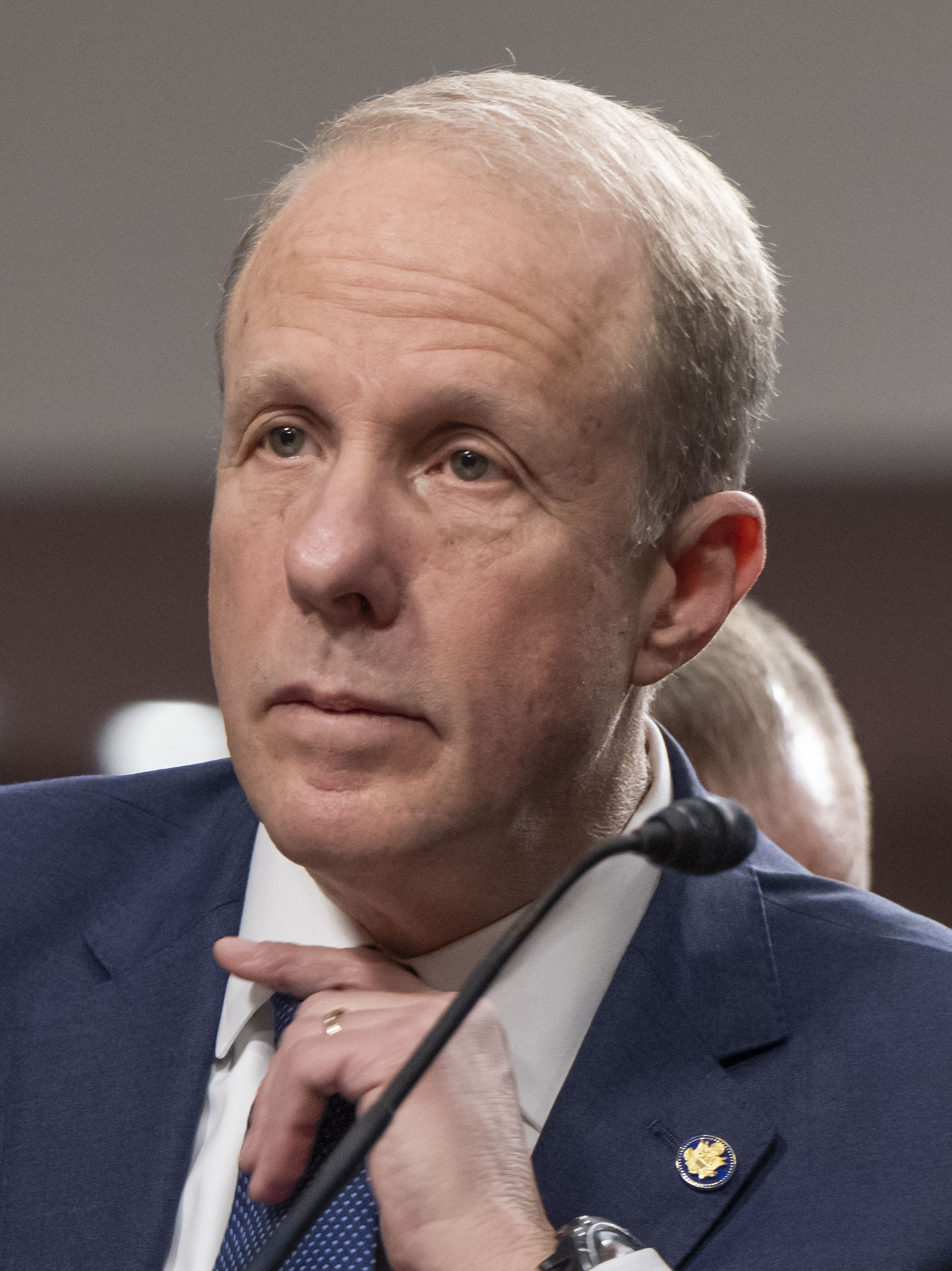
Stephen Feinberg (2025)

Feinberg wuchs in einer jüdischen Familie zunächst in der Bronx auf. Im Jahr 1968 zog seine Familie nach Spring Valley, New York City. Er besuchte die Princeton University und absolvierte dort 1982 einen Abschluss in Politikwissenschaften. Als Student trat er der Vereinigung Reserve Officer Training Corps bei.
Er ist der CEO von Cerberus Capital Management. Ende Januar 2018 wurde er von Donald Trump als Vorsitzender des 1956 von Dwight D. Eisenhower gegründetem Beratungsgremium des Präsidenten, dem President’s Intelligence Advisory Board, vorgeschlagen. Er gilt als wichtiger Parteispender zugunsten der Republikaner.
Feinberg verhält sich extrem öffentlichkeitsscheu und hat in seiner Karriere kein einziges Interview gegeben. Ein Reporter des US-Magazins „Portfolio“ schrieb 2007 bei einem Termin mit Investoren, Feinbergs Aussage mit: „Wenn irgendwer bei Cerberus sein Foto in der Zeitung hat und ein Bild seines Apartments, werden wir ihn mehr als nur feuern: Wir werden ihn töten. … Die folgenden Jahre im Knast wären es wert.“
Feinberg ist mit Gisella Sanchez verheiratet. Das Paar hat drei gemeinsame Töchter.
Sein Privatvermögen wird laut Forbes mit 1,6 Mrd. US-Dollar (Stand Juli 2018) angegeben.
Am 3. Dezember 2024 hat der zukünftige US-Präsident Donald Trump Feinberg als stellvertretenden Verteidigungsminister vorgeschlagen. Am 14. März 2025 wurde seine Nominierung mit 59-40 Stimmen bestätigt.